# Castanopsis longispina
Castanopsis longispina är en bokväxtart som först beskrevs av George King och Joseph Dalton Hooker, och fick sitt nu gällande namn av Cheng Chiu Huang och Y.T.Zhang. Castanopsis longispina ingår i släktet Castanopsis och familjen bokväxter. Inga underarter finns listade.